# Palena (Italia)
Palena es un municipio situado en el territorio de la provincia de Chieti, en Abruzos (Italia).

## Demografía
| Gráfica de evolución demográfica de Palena entre 1861 y 2001 |
|                                                              |
| fuente ISTAT - elaboración gráfica a cargo de Wikipedia      |